# Querida Susana
Querida Susana é um filme brasileiro de 1947 dirigido por Alberto Pieralisi e estrelado por Madeleine Rosay, Silvino Neto e Anselmo Duarte. O filme marca a estreia das atrizes Tônia Carrero e Nicette Bruno no cinema.

## Elenco
- Madeleine Rosay ... Susana
- Anselmo Duarte ...
- Nelson Vaz ...	Pai de Susana
- Silvino Neto ...
- Tônia Carrero ...	Estudante
- Nicette Bruno ...Estudante
- Geny Moreira ...
- Vera Braga ...
- Ivete Linhares	...
- Edith Vasconcelos ...
- Marta Riessova	...
- Lilian Fayna ...
- Marta Lopes ...
- Grijó Sobrinho ...